# Barbara Hogan
Barbara Hogan (sinh ngày 28 tháng 2 năm 1952 ) là cựu Bộ trưởng Bộ Y tế và Doanh nghiệp Công cộng trong Nội các Nam Phi.

## Tuổi thơ
Hogan theo học trường Công giáo dành cho nữ của St Dominic, Boksburg và lấy được bằng tại Đại học Witwatersrand. Hogan có bằng cấp về Kế toán và Kinh tế.

## Hoạt động chính trị
Hogan gia nhập Quốc hội Châu Phi năm 1976 sau Cuộc nổi dậy Soweto, nhiều năm sau khi tổ chức này bị tuyên bố là bất hợp pháp và đã chuyển các hoạt động của mình sang hoạt động ngầm. Trách nhiệm của cô trong phong trào này là huy động cánh tả chính trị trắng, tham gia vào chiến dịch chính trị công cộng và cung cấp cho ANC ngầm ở Botswana thông tin về công đoàn và hoạt động cộng đồng ở Nam Phi. Hogan bị giam giữ năm 1982 vì 'tiếp tục các mục tiêu của một tổ chức bị cấm' và sau khi bị thẩm vấn, đối xử tệ bạc và bị biệt giam trong một năm, Barbara Hogan trở thành người phụ nữ đầu tiên ở Nam Phi bị kết tội phản quốc cao nhất  và bị bị kết án mười năm tù.
Hogan được thả ra vào năm 1990 với sự ngăn chặn của các tổ chức ngoài vòng pháp luật và cùng với các tù nhân chính trị khác, đặc biệt là Nelson Mandela. Khi được trả tự do, cô đóng vai trò nòng cốt trong việc tái cấu trúc ANC với tư cách là thư ký của văn phòng khu vực PWV.
Khi Kgalema Motlanthe nhậm chức Tổng thống vào ngày 25 tháng 9 năm 2008, ông đã bổ nhiệm Barbara Hogan làm Bộ trưởng Bộ Y tế để thay thế Manto Tshabalala-Msimang. Barbara Hoganđược bổ nhiệm làm Bộ trưởng Bộ Y tế Công cộng vào tháng 9 năm 2008 trên cơ sở các kỹ năng quản lý tài chính của cô, vốn rất cần thiết trong Bộ Y tế, theo bà trong một cuộc phỏng vấn năm 2008 của News24. Mặc dù Hogan không phải là một chuyên gia y tế, cô nói rằng cô có một phó phòng rất có khả năng, Tiến sĩ Molefi Sefularo, một bác sĩ y khoa và đã tham gia rất nhiều vào lĩnh vực chăm sóc sức khỏe. Hogan đã giúp chính phủ Nam Phi giải quyết đại dịch AIDS ở người Nam Phi sau gần một thập kỷ phủ nhận và bỏ bê của Bộ trưởng Bộ Y tế Manto Tshabalala-Msimang trước đó.